# Baggage Claim
Baggage Claim (bra: Voando para o Amor) é um filme estadunidense de comédia romântica de 2013 escrito e dirigido por David E. Talbert, baseado no livro de mesmo nome. É estrelado por Paula Patton, Derek Luke, Taye Diggs, Jill Scott, Adam Brody, Djimon Hounsou, Jenifer Lewis e Ned Beatty em seu último papel no cinema. O filme estreou em 27 de setembro de 2013.

## Elenco
- Paula Patton como Montana Moore
- Adam Brody como Sam
- Djimon Hounsou como Quinton Jamison
- Taye Diggs como Langston Jefferson Battle III
- Christina Milian como Taylor
- Derek Luke como William Wright
- Tia Mowry
- Terrence J
- Jenifer Lewis como Catherine Moore
- Lauren London como Sheree Moore
- La La Anthony
- Jill Scott como Gail Best
- Trey Songz como Damon Diesel
- Affion Crockett como Cedric

## Recepção

### Resposta da crítica
No Rotten Tomatoes, o filme tem um índice de aprovação de 15%, baseado em 84 avaliações, com uma classificação média de 3,79/10. O consenso crítico do site diz: "'Baggage Claim atinge as mesmas notas de várias comédias românticas de sucesso sem estabelecer muita personalidade própria." No Metacritic, o filme tem uma pontuação de 34 em 100, com base em comentários de 27 críticos, indicando "críticas geralmente desfavoráveis". As audiências pesquisadas pelo CinemaScore deram ao filme uma nota A−.

Owen Gleiberman, da Entertainment Weekly, escreveu: "Paula Patton é uma atriz tão fantástica que, mesmo na comédia romântica ultra-brega Baggage Claim, ela dá uma performance luminosa e pensada, não só fazendo por fazer, mas cavando o papel de uma mulher ansiosa, nervosa e com um sorriso que agrada qualquer pessoa." Sheri Linden, do The Hollywood Reporter, escreveu: "Algumas risadas inteligentes sugerem o que poderia ter sido, mas graças ao assalto de comédia e uma mornidão sob a hilaridade pretendida, a comédia romântica de David E. Talbert está presa em um padrão de espera por grande parte do seu tempo de execução." Peter Debruge, da Variety, criticou o filme, em particular o escritor e diretor David E. Talbert, dizendo que "em vez de encontrar uma nova reviravolta nos velhos clichês, ele apenas os repete" e ele "não descobriu como ajustar sua técnica de direção do palco para a tela. Os valores de produção são bons de uma maneira excessivamente brilhante, mas os atores são capazes de muito mais do que seus papéis exigem".